# براد درينغ
براد درينغ (بالإنجليزية: Brad Ring)‏ (7 أبريل 1987 بروكفورد في الولايات المتحدة - ) هو لاعب كرة قدم أمريكي في مركز الوسط. شارك مع منتخب الولايات المتحدة تحت 20 سنة لكرة القدم. أما مع النوادي، فقد لعب مع سان خوسيه إيرثكويكس وبورتلاند تمبرز وإندي إليفن وMadison 56ers ‏ وChicago Fire U-23 ‏.

## روابط خارجية
- براد درينغ على موقع الدوري الأمريكي (الإنجليزية)
- براد درينغ على موقع قاعدة بيانات كرة القدم.إي يو (الإنجليزية)
- براد درينغ على موقع Soccerway.com (الإنجليزية)